# Luis La Fuente
Luis La Fuente Ramírez (Callao, 8 de junio de 1947) es un exfutbolista peruano que se desempeñó en la posición de defensor, jugando de lateral derecho y zaguero central.

## Biografía
Luis «Lucho» La Fuente nació en el Callao el 8 de junio de 1947.
Empezó a jugar al fútbol en el vecino puerto, demostrando sus dotes en sus años escolares. Fue en el Colegio Guadalupe donde se hace conocido.
Se casó con la cantante criolla Maritza Rodríguez, conocida como la Princesita de la Canción Criolla (motivo de su apelativo), siendo su matrimonio de gran revuelo en la Lima de los años setenta, por la popularidad de ambos personajes.

## Trayectoria
Debutó en el fútbol profesional en el año 1965, jugando por el Ciclista Lima. Sus grandes actuaciones hacen que el Club Universitario de Deportes lo contrate en 1966, donde brilló a gran altura. Ese mismo año sale campeón con la U, logro que repetiría al año siguiente, saliendo bicampeón. En 1967 juega la Copa Libertadores, siendo considerado el mejor jugador del partido ante River Plate de Argentina, ganándose el apodo del Gigante de Nuñez en alusión al estadio de River, La U derrotó tanto a River como a Racing en cuarenta y ocho horas. Continuó en el equipo crema hasta 1971. Se inició de lateral derecho para luego consagrarse como zaguero central.
El juego de La Fuente combinaba la reciedumbre con la técnica, dominando los espacios del área tanto por arriba como por abajo. Sus salidas con la pelota eran fluidas y de entrega segura a los pies de un compañero. Tenía un potente disparo y a menudo se encargaba de efectuar los tiros libres, llegando a concretar en varias oportunidades.
Tras su carrera en Universitario de Deportes, sería contratado por el José Gálvez de Chimbote. Al año siguiente, defendería las sedas del Deportivo Municipal, pero una grave lesión, jugando por el seleccionado peruano, lo alejaría todo ese año del fútbol profesional. En 1974, sigue con el Municipal y, en agosto de 1975, es contratado por el Club Atlético Boca Juniors, donde jugó hasta finales de año. Regresó al Perú en 1976 para jugar un par de años por el Deportivo Municipal y se retiró de la actividad profesional.
Luego, se dedicaría a la dirección técnica, llegando a dirigir al Deportivo Municipal, y luego a la enseñanza del fútbol a menores junto con su contemporáneo Hugo Sotil. Participó también en actividades del Instituto Peruano del Deporte (IPD).

## Selección de fútbol del Perú
Perteneció al seleccionado peruano en varias oportunidades, en 1967, 1968, siendo en 1969 desembarcado del seleccionado para las eliminatorias de ese año por problemas con el entrenador Waldir Pereira, Didí. Este hecho hace que el técnico brasileño tampoco lo tomara en cuenta para el Mundial de México 70, siendo uno de los mejores defensas del Perú en ese entonces. En su reemplazo, es llevado José Fernández que, ya desde 1967, era suplente de La Fuente en Universitario de Deportes. En 1973, jugando por Perú en un amistoso en Brasil, sufrió una grave fractura, durante la preparación para las eliminatorias de la Copa Mundial de Fútbol de 1974, de la cual pudo recuperarse.

## Clubes

### Como futbolista
| Club                      | País      | Año       |
| ------------------------- | --------- | --------- |
| Ciclista Lima             | Perú      | 1964-1965 |
| Universitario de Deportes | Perú      | 1966-1971 |
| José Gálvez               | Perú      | 1972      |
| Deportivo Municipal       | Perú      | 1973-1974 |
| Boca Juniors              | Argentina | 1975      |
| Deportivo Municipal       | Perú      | 1976-1977 |

## Palmarés

### Campeonatos nacionales
| Título                    | Club                      | País | Año  |
| ------------------------- | ------------------------- | ---- | ---- |
| Primera división del Perú | Universitario de Deportes | Perú | 1966 |
| Primera división del Perú | Universitario de Deportes | Perú | 1967 |
| Primera división del Perú | Universitario de Deportes | Perú | 1969 |
| Primera división del Perú | Universitario de Deportes | Perú | 1971 |